# 龚澄枢
龚澄枢（10世纪—971年），南汉宦官，广州南海人。幼为高祖劉龑内供奉，后升至内给事。中宗劉晟即位后，滞留南汉的原闽国宦官、甘泉宫使林延遇颇受重用。后林延遇病危时，将龚澄枢推荐给中宗。此后中宗一再提拔龚澄枢，先后任龙德宫使、王清宫使等。后主刘鋹即位，由于对群臣不抱信任，重用宦官，加澄枢特进开府仪同三司、万华宫使、骠骑大将军，后又改授上将军、左龙虎军观军容使、内太师，军国大事一应交予澄枢。
龚澄枢与陈延寿信用女巫樊胡子，大小事情多先向其请教意见。樊胡子又对刘鋹进言，称龚澄枢等乃上天来辅佐天子，即使有罪亦不可问。龚澄枢并与宦官李托、薛崇誉等以酷刑震慑国内，百姓颇以为苦。后来宋军入境，龚澄枢与李托商议，认为宋军南来乃为财货，如果焚毁城市，宋军将还。因此下令在广州纵火，府库宫殿被焚烧殆尽。宋将潘美入城后，在龙德宫中抓获龚澄枢，将其押往汴京，斩于千秋门外。